# Ivakura-misszió

Ivakura középen, japán öltözékben

Az Ivakura-misszió (岩倉使節団; Hepburn: Iwakura shisetsudan) népes japán delegáció volt (követek, tolmácsok, írnokok, diákok, sőt 6–15 éves diáklányok – legtöbben ekkor tették ki a lábukat Japánból először) Ivakura Tomomi főminiszter és mások (például Itó Hirobumi) vezetésével, amely 1871. december 23. és 1873. szeptember 13. között Amerikában és Európában igyekezett államszervezési, gazdasági, katonai tapasztalatokat szerezni Meidzsi császár megbízásából. 
A „jószolgálati” út során az ünnepélyes nyugati öltönyökben feszítő japán politikusokat (csak Ivakura viselt hagyományos kimonót) fogadta Grant elnök, Viktória királynő, Ferenc József, I. Vilmos és II. Sándor cár is, ám közben hasznos információkat gyűjtöttek a gyári termelés, az ipari és mezőgazdasági technológia, a tömegközlekedés és tömegkommunikáció előnyeiről, az amerikai és a német kormány gazdasági protekcionizmusáról, mely utóbbi aztán egészen az 1990-es évekig hatóan megalapozta a japán politikai elit és üzleti világ szimbiózisát, de egyebek közt arról is meggyőződhettek, hogy hadseregének és haditengerészetének állapotát tekintve Oroszország expanziójától egyelőre nem kell tartani. A küldöttség ötkötetes beszámolója Tokumei zenken taisi: Beió kairan dzsikki (Igaz beszámoló a különleges követség amerikai és európai körútjáról) címmel 1878-ban látott napvilágot.

## Lásd még
- Meidzsi-restauráció